# Ресторан Weathervane

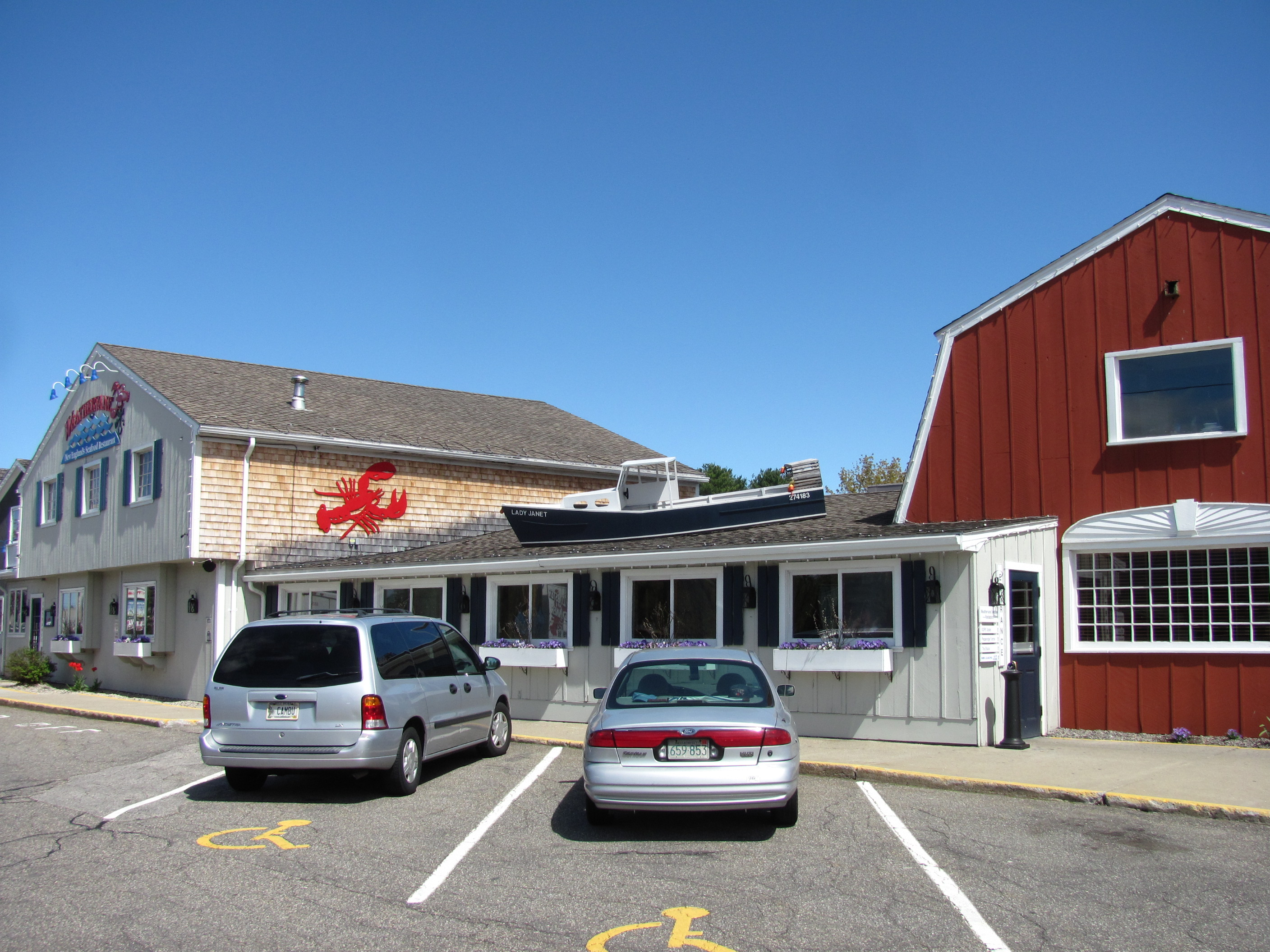
Ресторан в Кіттері

Ресторан Weathervane мережа ресторанів в Нової Англії. Засновано в Кіттері, в 1969, Реймондом та Бе Гагнер.  Наразі в мережі 6 ресторанів, один з них, розташований в Веір Біч в Лаконії, та є сезонним.